# 斑翅凤头鹃
斑翅凤头鹃（学名：Clamator jacobinus）为杜鹃科凤头鹃属的鸟类，俗名斑凤头郭公、斑凤头鹃。分布于非洲、土耳其、巴勒斯坦、阿富汗、印度、斯里兰卡、缅甸以及中国大陆的西藏等地，主要于林栖型、树林、竹、灌丛均可见到以及尤其是旱地的、较开阔地带的疏林中更常见。该物种的模式产地在印度科罗曼德尔海岸。

## 亚种
- 斑翅凤头鹃指名亚种（学名：Clamator jacobinus jacobinus）。分布于巴基斯坦、印度、斯里兰卡东至缅甸以及中国大陆的西藏等地。该物种的模式产地在印度科罗曼德尔海岸。[2]